# Theridion ricense
Theridion ricense är en spindelart som beskrevs av Claude Lévi 1959. Theridion ricense ingår i släktet Theridion och familjen klotspindlar.
Artens utbredningsområde är Puerto Rico. Inga underarter finns listade i Catalogue of Life.